# Shlomo Ganzfried
Shlomo Ganzfried est un rabbin hongrois du XIXe siècle (Ungvár, Royaume de Hongrie, actuellement en Ukraine, 1804  — ibid., 30 juillet 1886), auteur du Kitsour Choulhan Aroukh (hébreu: קיצור שולחן ערוך abrégé du Choulhan Aroukh), qui continue d'être publié et utilisé jusqu’à nos jours pour la compréhension de la Loi juive dans la vie quotidienne.

## Éléments biographiques
Shlomo Ganzfried est né en 1804 à Ungvar, dans le Royaume de Hongrie. Il est le fils de Yosef Ganzfried et de Baila Ganzfried.

### Famille
Shlomo Ganzfried épouse Hendl Esther (Ganzfried). Ils ont 12 enfants dont: Rebekah Ganzfried, Chaya Aidel (Eidel) Fried, Yom Tov Lipman Ganzfried, Aharon Yaakov Ganzfried, et Chana Sara Benedikt (Binet) (Bineth).

## Œuvres
- Kitsour Choulhan Aroukh, abrégé du Choulhane 'Aroukh : accompagné de Yossef Da'at, Paris, Colbo, 2009
- Kesses HaSofer, 1835.
- Pnei Shlomo, sur le Talmud.
- Toras Zevach, sur l'abattage rituel (Shehita).
- Sefer Apiryon, un commentaire sur la Bible.
- Lechem V'smilah, sur les lois de pureté familiale (Niddah).
- Ohalei Sheim, sur l'orthographe des noms hébreux, une importance dans les divorces religieux (Gittin).
- Sheim Yosef sur le Talmud.
- Sefer Galuy, une lettre sur le Congrès de 1869.